# Phycolaophonte insularis
Phycolaophonte insularis är en kräftdjursart som beskrevs av Pallares 1975. Phycolaophonte insularis ingår i släktet Phycolaophonte och familjen Laophontidae. Inga underarter finns listade i Catalogue of Life.